# Monty Brown
Montaque N. "Monty" Brown (nascido em 13 de Abril de 1970) é um lutador de wrestling profissional estadunidense e ex-zagueiro da NFL. Ele ficou mais conhecido pelo tempo que teve contrato com a WWE, onde ficou conhecido pelo seu ring name Marcus Cor Von. Brown trabalhou também para a Total Nonstop Action Wrestling e promoções independentes; utilizando o nickname de "The Alpha Male".

## Carreira
Durante 1993 a 1996, Brown atuou como zagueiro da Ferris State University, durante a NFL. Em 6 de Maio de 2001, ocorreu a sua estréia nos ringues como wrestler profissional. Brown foi treinado por Sabu e Stu Hart.

### Total Nonstop Action Wrestling
Em 2002, assinou contrato com a Total Nonstop Action Wrestling, mas não ficou muito tempo, rescindindo o seu contrato em 28 de Agosto. Ele retornou a companhia em 10 de Março de 2004, tendo seu primeiro pay-per-view o Final Resolution 2005, onde perdeu para Jeff Jarrett, em uma luta pelo NWA World Heavyweight Championship.
Fez feuds com Kevin Nash, Sean Waltman, Diamond Dallas Page e A.J. Styles. Brown fez uma bela participação na TNA, mas não conquistou nenhum título e, no final de junho de 2006, teve seu contrato expirado e foi mandado embora.

### World Wrestling Entertainment
Em 16 de Novembro de 2006, a WWE resolveu contratar Brown, que lutou como "The Alpha Male" Marquis Cor Von. Fez parte do stable New Breed e teve feud com os ECW Originals. Teve o seu contrato expirado em 19 de Setembro de 2007 e a WWE resolveu não renová-lo. Brown estava na ECW brand.

### Pós WWE
Em 28 de Junho de 2008, Brown retornou ao wrestling, tendo ele aparecido na Professional Championship Wrestling (PCW), em um evento na cidade de Arlington, Texas.

## No wrestling
- Ataques
  - Alpha Bomb - Inovador
  - Alpha Slam
  - Pounce
  - Russian legsweep com um Fujiwara armbar - 2007
  - Alphalution
  - Circle of Life
  - Cobra clutch
  - Múltiplas variações de suplex
  - Pumphandle fallaway slam
  - Running knee strike
- Nicknames
  - The Alpha Male
- Temas de entrada
  - "Alpha Male" de Dale Oliver (TNA)
  - "Smooth" de Jim Johnston (ECW

## Títulos e prêmios
- Juggalo Championship Wrestling
  - JCW Heavyweight Championship (1 vez)
- Prime Time Wrestling
  - PTW Heavyweight Championship (1 vez)
- Pro Wrestling Illustrated
  - PWI Rookie do Ano (2004)
- Universal Wrestling Association
  - UWA Heavyweight Championship (1 vez)